# Anastassija Alexandrowna Wertinskaja

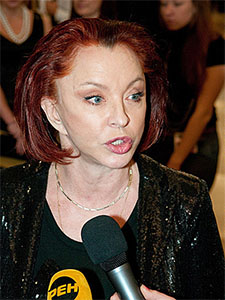
Anastassija Wertinskaja (2011)

Anastassija Alexandrowna Wertinskaja (russisch Анастасия Александровна Вертинская), auch bekannt als Anastasia Wertinskaja, (* 19. Dezember 1944 in Moskau, Sowjetunion) ist eine russische Schauspielerin.
Anastassija Wertinskaja wurde als Tochter des Schauspielerpaares Alexander Wertinski und Lidija Wertinskaja und jüngere Schwester der Schauspielerin Marianna Wertinskaja (* 1943) in Moskau geboren. Ihr Vater, ein Russe, war Liedermacher; ihre Mutter war Georgierin.
Sie gab ihr Filmdebüt bereits 15-jährig 1961 als Assol in Alexander Ptuschkos Das purpurrote Segel. Ihre nächste Hauptrolle war im Folgejahr die Gutiiere im Science-Fiction-Abenteuer Der Amphibienmensch. Ihre berühmteste Rolle im Kino ist die Ophelia in Grigori Kosinzews preisgekrönter Hamlet-Verfilmung mit Innokenti Smoktunowski aus dem Jahre 1964. Nach ihrer von der Kritik gefeierten Darstellung der Ophelia studierte sie an der Moskauer Schtschukin-Theaterhochschule. Einer ihrer Kommilitonen war der Regisseur Nikita Michalkow, den sie 1966 heiratete. Die Ehe wurde drei Jahre später geschieden.
In ihren wenigen, aber eindrucksvollen Filmrollen überzeugte Anastassija Wertinskaja besonders durch die zarte Fraulichkeit ihrer Heldinnen. In den international erfolgreichen Historienfilmen Krieg und Frieden von Sergej Bondartschuk (als Fürstin Lisa Bolkonskaja) und Anna Karenina (als Kitty) spielte sie die zarten Gegenparts zu den Heldinnen Ljudmila Saweljewa und Tatjana Samoilowa. Gerade in Krieg und Frieden war es ihre sinnliche, rührend naive Darstellung der Lisa, die diesem Charakter eine neue, humane Dimension verlieh, die es so bei Tolstoi nicht gab.
Weitere Höhepunkte ihrer Karriere waren Das Gastmahl der Rose (1969), Die Verliebten (1969), Das Ereignis mit Polinin (1970), Ein Mensch an seinem Platz (1973), Neue Abenteuer eines Yankee an König Artus' Hof (1983) und Fernsehfilme wie etwa Stern ohne Namen (1979) als Partnerin Igor Kostolewskis und als Margarita in Der Meister und Margarita (1994).
Neben ihrer Filmkarriere war ihre künstlerische Heimat das Sowremmennik-Theater und das Moskauer Künstlertheater (MChAT). Dort hatte sie u. a. als Elmire in Molières Tartuffe, als Nina in Die Möwe, in Der lebende Leichnam und in Stücken von Michail Rostschin Erfolg.
In den 1990er Jahren war Anastassija Wertinskaja zeitweise auch Schauspieldozentin in Oxford und lebte zwölf Jahre in England, Frankreich und der Schweiz.

## Ehrungen
- 1981 Verdienter Künstler der RSFSR[1]
- 1988 Volkskünstler der RSFSR[1]